# Сузана Тамаро
Сузàна Тамàро (на италиански: Susanna Tamaro) е италианска режисьорка и писателка на произведения в жанровете „драма“, „любовен роман“, „детска литература“ и „мемоари“.

## Биография и творчество
Сузана Тамаро е родена на 12 декември 1957 г. в Триест, Североизточнна Италия, в семейство от средната класа. Има по-голям брат Стефано и по-малък брат Лоренцо. Семейството на майка ѝ е с еврейски произход. Тя също така е далечна роднина на писателя Итало Звево и правнучка на историка Атилио Тамаро.
През 1976 г. получава магистърска степен и малко след това печели стипендия за Експерименталния кинематографски център на Рим – градът в който се мести. Завършва режисура с анимационния късометражен филм „Произходът на деня и нощта“, по мит на инките.
През лятото на 1977 г. е помощник-режисьор на Салваторе Сампери за филма „Ернесто“.
През 80-те години от време на време сътрудничи на Rai. Не успява да влезе в новосформирания канал Rai 3 като режисьор, защото дипломата ѝ не се признава там.
През 1981 г. завършва първия си роман „Илмиц“ (Illmitz), публикуван едва през 2014 г., който въпреки оценката на Клаудио Магрис е отхвърлен от издателствата. През 1989 г. участва в инициатива на издателство „Марсилио“, което иска да пусне на пазара поредица от непубликувани млади писатели. Първият ѝ роман „С глава в облаците“ (La testa tra le nuvole) е издаден през 1989 г. Той печели наградите „Елса Моранте“ и „Итало Калвино“ за дебют. През този период Тамаро се разболява от астматичен бронхит, влошен от смога в Рим. Затова тя се мести в Умбрия, близо до Орвието, като гостенка на приятелката си, сценаристката Роберта Мацони. По-късно купува селска къща в Порано, на няколко километра.
През 1990 г. отново за изд. „Марсилио“, излиза сборникът ѝ „Само за глас“ (Per voce solo), в който разказва в пет истории за петима беззащитни герои и тяхната неспособност да се бунтуват срещу събитията от живота. Книгата остава напълно незабелязана, но получава публична похвала от Федерико Фелини и Алберто Моравия.
През 1991 г. се посвещава на детския роман „Шишкото или Рицарят на Пълната маса“ (Cuore di ciccia), публикуван от изд. „Мондадори“. През 1994 г., отново за деца, тя публикува „Вълшебният кръг“ (Il Cerchio Magico) – модерна приказка, която учи децата да разобличават хитростите на силните с въображение и любов, поезия и сладост.
През 1994 г., след три години мълчание, Тамаро публикува своя най-голям успех – епистоларния роман „Върви накъдето те води сърцето“ (Va' dove ti porta il cuore), публикуван от изд. „Балдини и Кастолди“. Хладно приет от някои литературни критици, той става международен бестселър, преведен е на повече от 20 езика и продава 16 млн. копия по целия свят. Вдъхновена от книгата на Тамаро, през 1996 г. режисьорката Кристина Коменчини заснема едноименния филм с Вирна Лизи и Маргерита Бай. През 2011 г., по повод празненствата за обединението на Италия на Панаира на книгата в Торино, романът е включен сред 150-те „велики книги“, белязали историята на Италия.
В периода 1996 – 1998 г. е колумнистка за католическия седмичник „Фамиля Кристиана“ по въпроси по-слабо отразявани от големите медии. Тя напуска работата през 1998 г., но част от публикациите ѝ са включени в сборника „Скъпа Матилда: писмо до приятелка“ (Cara Mathilda. Lettere a un'amica), издаден от „Едициони Паолине“.
През 1997 г. дебютира като музикален автор, пишейки заедно с Рон за Тоска песента Nel respiro più grande, представено на Музикалния фестивал в Санремо през 1997 г. и достигнало до финала.
През 1997 г. е издаден друг неин бестселър, макар и не толкова успешен като предишния – романът ѝ „Душата на света“ (Anima Mundi), който представя историята за приятелството между две жени.
През 1998 г. Тамаро пише темата за комиксовата история „Доналд Дък и бързането към бестселъра“ (Paperino e la corsa al best-seller), публикувана в периодичното издание на Дисни „Тополино“.
През 2000 г. подписва договор с изд. „Рицоли“, на което частично прехвърля правата върху всичките си предишни произведения, включително тези за милиарди лири на „Върви накъдето те води сърцето“. На 16 октомври основава Фондация „Тамаро“, която се грижи за различни солидарни и доброволчески инициативи и проекти.
През 2001 г. публикува сборника „Отговори ми“ (Rispondimi), съставен от три разказа, през 2002 г. „Повече огън, повече вятър“ (Più fuoco, più vento), а през 2003 г. „Навън“ (Fuori) – друг сборник, този път с истории на имигранти, държани в периферията на обществото.
През 2005 г. продуцира и снима първия си филм „В моята любов“ (Nel mio amore) по разказа ѝ „Адът не съществува“', публикуван в сборника „Отговори ми“. Филмът излиза на DVD.
На 27 септември 2006 г. е публикуван романът „Чуй гласа ми“ (Acscolta la mia voce), последван от „Върви накъдето те води сърцето“. Книгата отново има международен успех, като правата ѝ се продават в повече от дванадесет страни. Тя съдържа остри позиции срещу евтаназията, абортите и генното инженерство върху ембриони, ясното осъждане на 1968 г. и идеологиите, които носи със себе си. През 2008 г. излиза романът „Луизито: една любовна история“ (Luisito. Una storia d'amore).
През 2011 г. публикува своя роман „Завинаги“ (Per sempre). През януари 2013 г. излиза „Всеки ангел е ужасен“ (Ogni angelo è tremendo), публикуван от изд. „Бомпиани“. Това е едновременно автобиография и роман за обучение: всъщност в главната героиня (момиченце, изправено пред превратностите на едно трудно детство) не е трудно да се разпознае самата Тамаро. През март 2013 г. публикува (но само като електронна книга) „Кръстният път“ (Via Crucis). „Размисли и молитви“, където придружава всяка стъпка, всеки отделен етап с размисъл и молитва.
През месеците октомври, ноември и декември 2014 г. води ежедневна рубрика във в. „Авенире“, озаглавена „Мислещо сърце“ (Cuore pensante). Същата година е удостоена с наградата „Сан Джусто д'Оро“ на град Триест за романа Ogni angelo è tremendo и за цялостно творчество.
През септември 2018 г. медиите обявяват излизането на книгата ѝ „Твоят поглед осветява света“ (Il tuo sguardo illumina il mondo), в която авторката пише, че страда от Синдром на Аспергер.

### Политически, религиозни и социални позиции
Въпреки че първоначално получава признание от левите кръгове в Италия, Сузана Тамаро по-късно става обект на множество политически обвинения поради предполагаеми антикомунистически позиции, които ще се появят във „Върви накъдето те води сърцето“ и в „Анима мунди“ – обвинения, докладвани от нейния издател Алесандро Далай като истинска кампания за очерняне.
Тя подкрепя осиновяванията на деца от еднополови двойки.
С оглед на политическите избори през 2008 г. политикът и журналист Джулиано Ферара се свързва с нея, за да я помоли да се кандидатира в Умбрия и Фриули в неговата листа против абортите. Сузана Тамаро отказва предложението да влезе в политиката, като същевременно изразява, с отворено писмо, изпратено до вестник „Фольо“, подкрепата си за политическите действия на Ферара.
Тя подписва, заедно с четиристотин други италиански интелектуалци, манифеста Pacato Sì в подкрепа на конституционната реформа „Боски-Ренци“. Конституционната реформа е предложение за преразглеждане на Конституцията на Италианската република, съдържаща се в текста на конституционния закон, одобрен от Италианския парламент на 12 април 2016 г. и представен на референдум на 4 декември 2016 г. Реформата, родена със законопроект, представен от правителството на Ренци на 8 април 2014 г., цели „преодоляване на равнопоставеността на двукамерността, намаляване на броя на парламентаристите, ограничаване на оперативните разходи на институциите, премахване на CNEL и преразглеждане на дял V от част II на Конституцията".
Писателката често е много близка с католическия свят, пише молитвени книги и участва във вестници, собственост на Католическата църква или на религиозни ордени. Въпреки това тя отрича да е католичка: „Вярвам в Бог, но не и в ритуалите на Църквата“. Тя също се описва като „антиклерикална и анархистка".
Тамаро изразява позиции за правата на животните, определяйки месната хранително-вкусова индустрия като „голямото престъпление в наши дни“. Тя се бори срещу фабричното земеделие и жестокостта към животните. Освен това е особено чувствителна към проблемите на околната среда (тя е член на различни асоциации за защита на околната среда) и е натуралистка с интереси в областта на ботаниката и ентомологията.

## Личен живот
От 1988 г. живее в село Порано, Централна Италия, със сценаристката и писателка на мистериозни романи Роберта Мацони. И двете, въпреки че смятат двойката си за семейство, отричат връзката им да е сантиментална или сексуална, наричайки я „приятелство" или „некласифицирана връзка“. Сузана Тамаро определя себе си като „100% хетеросексуална“, макар че няма талант за брачен живот и майчинство. Тя също така декларира, че иска да влезе в граждански съюз с партньорката си. Членове на ЛГБТ движението я обвиняват в противоречивост и в криене на сексуалната си ориентация, като отрича очевидното.
Писателката е диагностицирана със синдрома на Аспергер в късна възраст. Тя говор за това в книгата си Il tuo sguardo illumina il mondo.

## Противоречия
Романът ѝ „Върви накъдето те води сърцето“ е пародиран в еротично-сексуален ключ от Даниеле Лутаци с книгата Va' dove ti porta il clito (1995). Тамаро настоява пред изд. „Балдини и Кастолди“ да съдят Лутаци. Издателството нарича книгата „чиста порнография“, но делото е заведено за плагиатство с искане за незабавно изземване на всички копия на книгата от националната територия. Мария Корти, Гуидо Алманси, Патриция Виоли и Омар Калабрезе се обявяват за Лутаци, а за Тамаро се застъпва Пиерджорджо Белокио. Тамаро губи делото, присъдата установява, че творбата на Лутаци принадлежи „към древния литературен жанр на пародията“. Тамаро обжалва, но отново губи.
През март 2001 г. писателката Вера Чосани, известна още като Иполита Авали, съди Тамаро, нейна бивша приятелка, за плагиатство, като поисква от съдебната система да „попречи на по-нататъшната дистрибуция или разпространение в Италия и в чужбина“ на сборник с разкази „Отговори ми“ (Rispondimi), публикуван с тираж от 200 хил. екземпляра: първият разказ от книгата е смятан от Авали за резултат от плагиатство на нейния собствен роман „Богинята на целувките“ (La Dea dei baci), публикуван през 1997 г. Тамаро печели делото.

## Произведения

### Самостоятелни романи
- La testa tra le nuvole (1989) – награди „Елса Моранте“ и „Итало Калвино“[1][3]
- Anima Mundi (1997)[2]
- Più fuoco più vento (2002)
- Fuori (2003)
- Baita dei pini (2007)
- Luisito – Una storia d'amore (2008)
Луизито : една любовна история, изд.: „Рива“, София (2011), прев. Толя Радева
- Per sempre (2011)
- Illmitz (2014)
- Un cuore pensante (2015)
- Il tuo sguardo illumina il mondo (2018) – Награда „Рапало“ (2019): специална награда на журито
- Una grande storia d'amore (2020)
- La strada che ci porta a casa (2024)

### Серия „Следвай сърцето си“ (Segui il tuo cuore)
1. Va' dove ti porta il cuore (1994)[1]
Следвай сърцето си, сп. „Съвременник“ (1996), прев. Бояна Петрова
Следвай гласа на сърцето, изд. „Библиотека-48“ (1998), прев. Пенка Славова 
Върви накъдето те води сърцето, изд.: „Рива“, София (2011), прев. Бояна Петрова
2. Ascolta la mia voce (2006)

### Сборници
- Per voce sola (1991) – 5 разказа, Награда на международния ПЕН клуб, Награда „Рапало Каридже“ за писателка[1]
- Cara Mathilda. Lettere a un'amica (1997) – сборник с публикации
- Rispondimi (2001) – разкази
- L'amore di un cane (2024)

### Детска литература
- Cuore di ciccia (1992)[1]
Шишкото или Рицарят на Пълната маса, изд.: ИК „Ирис“, София (2000), прев. Бояна Петрова, Мария Сарайдарова
- Il cerchio magico (1994) – награда „Ченто“[2]
- Papirofobia (1994)
- Tobia e l'angelo (1998)
- Il Castello dei sogni. Storie che parlano al cuore (2002)
- Il grande albero (2009)
- Salta Bart! (2014) – Награда „Стрега за момчета и момичета“
- La Tigre e l'Acrobata (2016)
- La tigre e la neve (2022)
- Leopoldo e una montagna di libri (2022)
- Tutti abbiamo una stella (2023)

### Документалистика
- L'umiltá dello sguardo (1994) – автобиография[1][3]
- Chissene... (1994)[2]
- l respiro quieto. Conversazione con Susanna Tamaro (1997)
- Verso casa (1999) – автобиография
- Ogni parola è un seme (2005) – сборник
- L' isola che c'è. Il nostro tempo, l'Italia, i nostri figli (2011)
- Ogni angelo è tremendo (2013) – награда „Сан Джусто д'Оро“
- Via Crucis. Meditazioni e preghiere (2013)
- Un'infanzia: adattamento teatrale di Adriano Evangelisti (2013)
- Sulle orme di San Francesco (2014)
- Meditazioni sulla passione (2014)
- Alzare lo sguardo. Il diritto di crescere, il dovere di educare (2019)
- Invisibile meraviglia. Piccole lezioni sulla natura (2021)
- I pifferai magici. La spensierata corsa dell'umanità verso l'abisso (2022)
- Tornare umani (2022)
- Un cuore pensante: Diario di un'anima inquieta (2023) – автобиография

## Екранизации
- 1996 Va' dove ti porta il cuore – с Вирна Лизи и Маргерита Бай, реж. Кристина Коменчини
- 2003 De nouveau lundi – късометражен филм
- 2005 Nel mio amore – по разказа L'inferno non esiste в Rispondimi, с Урбано Барберини, Лича Малиета